# Sechs Stücke für das Pianoforte opus 32
Sechs Stücke für das Pianoforte opus 32 is een verzameling korte werkjes van Christian Sinding. Ze zijn geschreven voor de piano solo. De stukjes waren ten tijde van het componeren gewild in met name Duitsland, Sindings Duitse muziekuitgeverij C.F.Peters Musickverlag kon er geen genoeg van krijgen. Alle werkjes voor de solo piano van Sinding belandden in het grote archief van vergeten werken, maar deze verzameling had één uitzondering in zich. Deel 3 Frühlingsrauschen werd zo waar het populairste werk uit het gehele oeuvre van Sinding. Er zijn van dit werkje tientallen opnamen. Van de overige vijf is alleen van Im Volkston nog een opname verkrijgbaar in 2013.
De zes delen zijn:
1. Marche grotesque (Tempo di Marcia)
2. Melodie (Andante)
3. Frühlingsrauschen (Agitato)
4. Im Volkston (Andante)
5. Rondoletto giocoso (Vivace)
6. Gobelin (Presto)